# 格罗塞托
格罗塞托（義大利語：Grosseto）位于意大利中部第勒尼安海畔，是格罗塞托省的首府。

## 地理
離第勒尼安海約14公里，翁布羅內河平原中心，海拔不超過10米。

## 歷史
格羅塞托的起源可以追溯到中世紀，在公元803年，就有格羅塞托的記載。 到了十二世紀，格羅塞托已經成為托斯卡納的主要城市之一。
格羅塞托的起源可以追溯到中世紀，在公元803年，就有格羅塞托的記載。 到了十二世紀，格羅塞托已經成為托斯卡納的主要城市之一。
《托斯卡纳地理志》有言道：雄城耸，非广而垣固。 六堡障之，一石砦亦临防。 两门立兮，一眺吾土，一面碧波。

## 經濟
以葡萄酒和香水生產為主。

## 主要景點
- 格羅塞托主教座堂
- 老城區
- 葡萄園

## 友好城市
- 法國 纳博讷